# Progress (álbum de Take That)
El 6 de octubre de 2010 se anunció el lanzamiento del esperado sexto álbum de estudio de la banda británica de pop Take That, titulado Progress, el 15 de noviembre y The Flood, el día 7 de noviembre (digitalmente) y el 8 de noviembre físicamente (CD). El 18 de octubre se dio a conocer la portada del álbum, y un día después se dio a conocer la lista de canciones.

## Antecedentes
La formación original se reunió de nuevo y listo para enfrentar un nuevo y emocionante capítulo en la historia de Take That, Gary Barlow, Howard Donald, Jason Orange, Mark Owen y Robbie Williams han estado ocupados en el estudio grabando un álbum, que se que lanzan en noviembre, junto con un nuevo sencillo.
El 12 de enero de 2011, se anunció oficialmente su nuevo segundo sencillo, "Kidz" (tras ya varios rumores de cual sería el single como, Wait, SOS y Kidz). Su fecha prevista para el sencillo, fue el 21 de febrero (anunciado anteriormente el 28 de febrero) en formato físico y el 20 de febrero en formato digital (Kidz, Rocket Ship y "Revenge Of The Kidz" remix de Howard y Micky). Y el 17 de enero se empezó a difundir en las radios de Reino Unido. El 7 de febrero se dio a conocer la carátula del sencillo "Kidz" y su nuevo lado B en el sencillo, llamado "Rocket Ship".
Como tercer sencillo, se especuló con la canción "Happy Now", debido a la prensentacion en vivo y a la realización del vídeo de la canción para el evento "Comic Relief/Red Nose Day", lo cual se distrubuyó por medio de iTunes (incluía, el video y un detrás de escena).
El día 29 de abril (días anteriores por Twitter) se anunció un nuevo single, llamado "Love Love", disponible para el 11 de mayo (formato digital). Como banda sonora, de la película "X-Men: primera generación" dirigida por Matthew Vaughn. Lo cual el mismo día darán una presentación en vivo de la canción durante los "National Movie Awards" en Reino Unido. Años anteriores (2007), Matthew Vaughn les pidió que haciesen una canción (Rule The World) para la banda sonora de la película "Stardust".
El 19 de mayo se dio a conocer que saldría un nuevo miniálbum, el 13 de junio de 2011, llamado "Progressed". que contendría dos CD (Progressed y Progress), con ocho nuevas canciones (incluyendo "Love Love"), y que según el sitio "Metro", tendría más protagonismo en las voces, Gary Barlow.
El 7 de julio, se anunció por medio de su web oficial el segundo sencillo (más la ilustración) de Progressed (y cuarto sencillo Progress), para el 22 de agosto. "When We Were Young" será el tema principal en una nueva adaptación de la película, "Los Tres Mosqueteros" (The Three Musketeers), cuenta con un elenco conformado por Logan Lerman, Jovoich Milla y Macfadyen Mateo, la cual se estrenó en los cines el 14 de octubre de 2011. Este sencillo fue emitido en las radios el 11 de julio de 2011.
El 20 de octubre se anunciaba por medio de la web oficial que Progress Live saldrá también como álbum (además también disponible en formato DVD e Blu-Ray para el 20 de noviembre) que será lanzado el 28 de noviembre y cuenta con todas las canciones éxitos realizado por Take That y Robbie Williams durante el espectáculo. El álbum incluye algunos de sus más grandes canciones de su increíble historia de 20 años, una selección en solitario de Robbie y los éxitos del álbum "Progress", con una venta de 2,325,148 de copias. La versión digital del álbum se lanzó el 25 de noviembre.

## Premios Brit 2011
El 15 de febrero de 2011, con dos nominaciones (Mejor Banda Británica y Mejor Álbum Británico), Take That abrió el espectáculo con la presentación de la canción "Kidz" en los Brits Awards 2011, en la cual vemos a Take That rodeado de bailarines vestidos con ropa oscura de policía, cargando escudos con el logo de la banda, terminando que esas personas se sacaran parte del vestuario. Cuando recibían el premio como mejor banda,  Robbie Williams dice la palabra "Shabba" en la ceremonia, haciendo referencia a lo que dijo Shabba en los Brit del 1993, "Nadie recordará a Take That en 5 años".
Take That ganó el premio a Mejor Banda Británica. Un día después Itunes presentó un sencillo digital de Kidz, de la versión en vivo cantada en la ceremonia de los Brit 2011.

## El sencillo "When We Were Young"
Gary, Howard, Jason, Mark y Robbie se inspiraron para escribir la canción después de una proyección privada de la FLM en Los Ángeles con el director Pablo Anderson. Esto es lo que Gary tenía que decir sobre el nuevo sencillo: "La película es visualmente muy rica y hermosa que nuestro principal reto era entonces coincidir musicalmente hemos vuelto a las guitarras, pianos reales y una estructura de canción convencional para lograr esto, también creemos que los mosqueteros nos recuerda a nosotros mismos. "

## Posiciones del álbum en las listas
| Año                                           | Título        | Posiciones máximas en listas | Posiciones máximas en listas | Posiciones máximas en listas | Posiciones máximas en listas | Posiciones máximas en listas | Posiciones máximas en listas | Posiciones máximas en listas | Posiciones máximas en listas | Posiciones máximas en listas | Posiciones máximas en listas | Posiciones máximas en listas | Posiciones máximas en listas | Posiciones máximas en listas | Posiciones máximas en listas | Posiciones máximas en listas | Posiciones máximas en listas | Posiciones máximas en listas | Posiciones máximas en listas | Posiciones máximas en listas | Posiciones máximas en listas |
| Año                                           | Título        | R.U.                         | ALE                          | HOL                          | AUT                          | SUI                          | ITA                          | IRL                          | SUE                          | ESP                          | FRA                          | FIN                          | NOR                          | DIN                          | POR                          | AUS                          | BEL                          | NZL                          | EUA                          | GRE                          | ESC                          |
| --------------------------------------------- | ------------- | ---------------------------- | ---------------------------- | ---------------------------- | ---------------------------- | ---------------------------- | ---------------------------- | ---------------------------- | ---------------------------- | ---------------------------- | ---------------------------- | ---------------------------- | ---------------------------- | ---------------------------- | ---------------------------- | ---------------------------- | ---------------------------- | ---------------------------- | ---------------------------- | ---------------------------- | ---------------------------- |
| 2010                                          | Progress      | 1(6)                         | 1(1)                         | 4                            | 2                            | 2                            | 3                            | 1(2)                         | 7                            | 17                           | 42                           | 46                           | 25                           | 1(3)                         | -                            | -                            | 36/32                        | -                            | -                            | 1(1)                         | -                            |
| 2011                                          | Progressed    | 1(1)                         | -                            | 21                           | -                            | -                            | -                            | 2                            | -                            | 47                           | -                            | -                            | -                            | 1(1)                         | -                            | -                            | -                            | -                            | -                            | -                            | -                            |
| 2011                                          | Progress Live | 12                           | -                            | -                            | -                            | -                            | -                            | 24                           | -                            | -                            | -                            | -                            | -                            | -                            | -                            | -                            | -                            | -                            | -                            | -                            | 12                           |
| "—" indica que no tuvo posición en esa lista. |               |                              |                              |                              |                              |                              |                              |                              |                              |                              |                              |                              |                              |                              |                              |                              |                              |                              |                              |                              |                              |

- () Indica las semanas en ese mismo puesto.

## Posiciones de los Sencillos en las listas
| Año                                           | Título                    | Posiciones máximas en las listas | Posiciones máximas en las listas | Posiciones máximas en las listas | Posiciones máximas en las listas | Posiciones máximas en las listas | Posiciones máximas en las listas | Posiciones máximas en las listas | Posiciones máximas en las listas | Posiciones máximas en las listas | Posiciones máximas en las listas | Posiciones máximas en las listas | Posiciones máximas en las listas | Posiciones máximas en las listas | Posiciones máximas en las listas | Posiciones máximas en las listas | Posiciones máximas en las listas | Posiciones máximas en las listas | Posiciones máximas en las listas | Posiciones máximas en las listas |
| Año                                           | Título                    | R.U.                             | ALE                              | HOL                              | AUT                              | SUI                              | ITA                              | IRL                              | SUE                              | ESP                              | FRA                              | FIN                              | NOR                              | DIN                              | POR                              | AUS                              | BEL                              | NZL                              | EUA                              | GRE                              |
| --------------------------------------------- | ------------------------- | -------------------------------- | -------------------------------- | -------------------------------- | -------------------------------- | -------------------------------- | -------------------------------- | -------------------------------- | -------------------------------- | -------------------------------- | -------------------------------- | -------------------------------- | -------------------------------- | -------------------------------- | -------------------------------- | -------------------------------- | -------------------------------- | -------------------------------- | -------------------------------- | -------------------------------- |
| 2010                                          | The Flood                 | 2                                | 12                               | 3                                | 14                               | 6                                | 2                                | 3                                | 24                               | 44                               | -                                | -                                | 3                                | 4                                | -                                | -                                | 41                               | -                                | -                                | -                                |
| 2011                                          | SOS 1                     | 91                               | -                                | -                                | -                                | -                                | -                                | -                                | -                                | -                                | -                                | -                                | -                                | -                                | -                                | -                                | -                                | -                                | -                                | -                                |
| 2011                                          | Kidz                      | 28                               | 46                               | -                                | 58                               | -                                | -                                | 45                               | -                                | -                                | -                                | -                                | -                                | 12                               | -                                | -                                | -                                | -                                | -                                | -                                |
| 2011                                          | Kidz: Live From the BRITs | -                                | -                                | -                                | -                                | -                                | -                                | -                                | -                                | -                                | -                                | -                                | -                                | -                                | -                                | -                                | -                                | -                                | -                                | -                                |
| 2011                                          | Happy Now 1               | 56                               | -                                | -                                | -                                | -                                | -                                | -                                | -                                | -                                | -                                | -                                | -                                | -                                | -                                | -                                | -                                | -                                | -                                | -                                |
| 2011                                          | Love Love Love 2          | 15                               | -                                | -                                | -                                | -                                | -                                | 27                               | -                                | -                                | -                                | -                                | -                                | -                                | -                                | -                                | -                                | -                                | -                                | -                                |
| 2011                                          | When We Were Young 1 2    | 88                               | -                                | -                                | -                                | -                                | -                                | -                                | -                                | -                                | -                                | -                                | -                                | -                                | -                                | -                                | -                                | -                                | -                                | -                                |
| 2011                                          | Eight Letters             | -                                | -                                | -                                | -                                | -                                | -                                | -                                | -                                | -                                | -                                | -                                | -                                | -                                | -                                | -                                | -                                | -                                | -                                | -                                |
| "—" indica que no tuvo posición en ese chart. |                           |                                  |                                  |                                  |                                  |                                  |                                  |                                  |                                  |                                  |                                  |                                  |                                  |                                  |                                  |                                  |                                  |                                  |                                  |                                  |

- 1 Posicionada en listas sin tener lanzamiento en sencillo.
- 2 Banda sonora y sencillo de Película de Cine.
- () Indica las semanas en ese mismo puesto.

## Álbum
| Sencillo           | Formato | Temas | Editora Promocional |
| ------------------ | ------- | --- | ------------------- |
| Progress           | CD      | 1. The Flood 2. SOS 3. Wait 4. Kidz 5. Pretty Things 6. Happy Now 7. Underground Machine 8. What Do You Want From Me? 9. Affirmation 10. Eight Letters | Polydor             |
| Progress (Deluxe)  | CD      | 1. The Flood 2. SOS 3. Wait 4. Kidz 5. Pretty Things 6. Happy Now 7. Underground Machine 8. What Do You Want From Me? 9. Affirmation 10. Eight Letters + Portaretratos | Polydor             |
| Progress (Box Set) | CD+DVD  | 1. The Flood 2. SOS 3. Wait 4. Kidz 5. Pretty Things 6. Happy Now 7. Underground Machine 8. What Do You Want From Me? 9. Affirmation 10. Eight Letters DVD 1.Look Back, Don’t Stare + Portaretratos                                                                                 | Polydor             |
| Progress (Deluxe)  | Digital | 1. The Flood 2. SOS 3. Wait 4. Kidz 5. Pretty Things 6. Happy Now 7. Underground Machine 8. What Do You Want From Me? 9. Affirmation 10. Eight Letters 11. Flowerbed 12. The Flood (Video)                                                                                          | Polydor             |
| Progress (LP)      | Digital | 1. The Flood 2. SOS 3. Wait 4. Kidz 5. Pretty Things 6. Happy Now 7. Underground Machine 8. What Do You Want From Me? 9. Affirmation 10. Eight Letters 11. Flowerbed 12. Progress In Action (Video) 13. Digital Booklet                                                             | Polydor             |
| Progressed         | CD      | CD 1: 1. When We Were Young 2. Man 3. Love Love 4. The Day The Work Is Done 5. Beautiful 6. Don't Say Goodbye 7. Aliens 8. Wonderful World CD 2: Album - Progress | Polydor             |
| Progressed Live    | CD      | Rule The World Greatest Day Hold Up A Light Patience Shine Let Me Entertain You Rock DJ Come Undone Feel Angels The Flood SOS Underground Machine Kidz Pretty Things When They Were Young Medley Back For Good Pray Love Love Never Forget No Regrets/Relight My Fire Eight Letters | Polydor             |